# Коробковське залізорудне родовище

Схема КМА

Коробковське родовище — залізорудне родовище, що входить до складу Старо-Оскольського залізорудного вузла і є типовим залізорудним родовищем Курської магнітної аномалії. Розташовано у Білгородській області, Губкінському районі. Відкрито у 1919, розвідане у 1930—1955, розробляється з 1952. Виявлено 5 покладів залізистих кварцитів. Головний поклад завдовжки 3 км, завширшки 1 км. Запаси 1,9 млрд т, вміст Fe 44%. Основний рудний мінерал — магнетит. Вміст шкідливих домішок (%): S 0,7; Р 0,06; TiO2 0,12. Присутні легуючі компоненти (%): Mn 0,05; Cr, Ni і Со по 0,001. Родовище розробляється підземним способом (шахта ім. Губкіна). Відходи збагачення використовуються як щебінь. Середньорічний видобуток сирої руди 3,5 млн т (вміст Fe 32,11%).
Родовище представлене потужними покладами залізистих кварцитів, які мають південно-східне простягання, падіння покладів круте (80°-90). Горизонтальна потужність
Центрального (Головного) покладу коливається в межах від 500 до 1000 м, потужність Східного — від 100 до 200 м, Південно-Східного — від 150 до 200 м, Стритенського — від 120 до 400 м.

## Геологія
За своїм генезисом Коробковське родовище має осадово-метаморфічне походження. На родовищі виділяються два комплекси гірських порід. Перший, осадовий, представлений: мезозой-кайнозойськими суглинками, обводненою крейдою, мергелем, пісками, юрськими глинами і девонськими перевідкладеними рудами загальною потужністю 65—178 м (у середньому — 116 м). Під осадової товщею існує зона окислення залізистих кварцитів, до якої приурочені багаті залізні руди в кількості 15 млн т. Потужність покладів багатих руд у вигляді лінзоподібних тіл — 20-30 м.
Другий, рудно-кристалічний комплекс, представлений амфіболітами, кварцовими порфірами архейського віку, а також утвореннями протерозою, до яких
відносяться і залізисті кварцити. Весь комплекс порід має складну будову, зім'яте в складки різних порядків і має близьке до вертикального падіння. Залізисті кварцити інтенсивно метаморфізовані, в них відзначаються прошарки сланців різного складу і численні дайки. Останні становлять до 8% (на Стретенському покладі до 10%) від запасів залізистих кварцитів: практично немає видобувних камер, в яких не були б дайки. Морфологія нестійких дайків складна, є перетискання і роздуви; потужність змінюється від сантиметрів до десятка метрів.

## Тектоніка
Поклади приурочені до району замикання Коробковської антикліналі. Загалом, товща залізистих кварцитів характеризується складною складчастою будовою: на родовищі встановлено три складки четвертого порядку, одна з них синклінальна, дві —антиклінальні. Ці складки додатково зім'яті в складки 5-го, 6-го і 7-го порядків, ускладнені, у свою чергу, дрібнішою  складчастістю. Масив розчленований диз'юнктивними порушеннями сколового і розривного характеру, заповненими діорит-порфіритами і гнейсами, потужністю від декількох сантиметрів до декількох метрів. Відзначається також тріщинуватість нижчого рівня що має системний характер.